# Sulcia cretica
Sulcia cretica är en spindelart som beskrevs av Fage 1945. Sulcia cretica ingår i släktet Sulcia och familjen Leptonetidae.

## Underarter
Arten delas in i följande underarter:
- S. c. lindbergi
- S. c. violacea